# Storbritannien i olympiska sommarspelen 1896
Storbritannien deltog med tio deltagare vid de olympiska sommarspelen 1896 i Aten. Totalt vann de sju medaljer och slutade på femte plats i medaljligan. 

## Medaljer

### Guld
- John Pius Boland - Tennis, singel
- Launceston Elliot - Tyngdlyftning, enarmslyft

### Silver
- Grantley Goulding - Friidrott, 110 m häck
- Frank Keeping - Cykling, 12 timmars race
- Launceston Elliot - Tyngdlyftning, tvåarmslyft

### Brons
- Edward Battel - Cykling, linjelopp
- Charles Gmelin - Friidrott, 400 m